# 第74独立偵察大隊 (ウクライナ陸軍)
第74独立偵察大隊（だい74どくりつていさつだいたい、ウクライナ語: 74-й окремий розвідувальний батальйон）は、ウクライナ陸軍の大隊。東部作戦管区隷下。

## 歴史

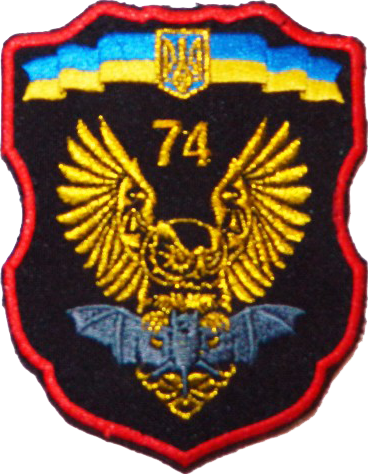
旧第74独立偵察大隊章

2005年8月1日、ドニプロペトロウシク州で創設された。

### ドンバス戦争

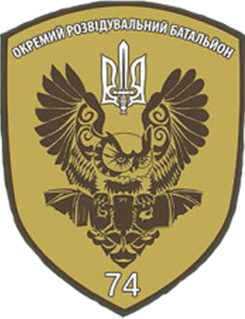
旧第74独立偵察大隊章

2014年9月、ドンバス戦争で最前線の東部ドネツィク州に配備され、マリンカ方面の陣地から無断撤退した部隊の手当てで急遽投入された。軽装備の偵察部隊ながら通常は重装備の機械化旅団が担任する25kmの防衛線を維持した。10月以降はドネツィク国際空港、アウディーイウカ方面、マリウポリ方面、ホルリウカ方面を防御した。

### ロシアのウクライナ侵攻

#### 東部・アウディーイウカ戦線
2022年2月24日、ロシアのウクライナ侵攻で最前線の東部ドネツィク州ポクロウシク地区に配備され、母親がロシア人で自身も2014年までプーチン支持者だったオレクサンドル・スタリーナ中隊長が指揮し、毎日最大300発のロケット弾攻撃を受けながらもアウディーイウカ方面、マリンカ方面を防御した。2023年12月以降はヴフレダール方面を防御した。

## 編制
- 大隊本部（チェルカスケ）
- 第1偵察中隊
- 第2偵察中隊
- 深部偵察中隊
- 火力支援中隊
- 無人機中隊
- 整備小隊
- 補給小隊
- 衛生所